# Carlo Pelagatti
Carlo Pelagatti (Arezzo, 8 gennaio 1989) è un calciatore italiano, difensore del Caldiero.

## Caratteristiche tecniche
Difensore completo, può giocare sia da centrale che come terzino.

## Carriera
Cresciuto nel settore giovanile dell'Arezzo, dopo aver trascorso una stagione in prima squadra, nel 2009 passa in prestito alla Sangiovannese. Dopo il fallimento degli Amaranto, nel 2010 viene tesserato dal San Marino, con cui resta 3 anni. Nel 2013 si trasferisce al Bassano, con cui vince il campionato e la Supercoppa di categoria. Il 2 giugno 2014 firma un biennale con l'Ascoli; al termine della stagione viene promosso a tavolino in Serie B. Il 16 settembre 2015 viene ceduto a titolo definitivo al Catania, con cui si lega per una stagione. Dopo aver lasciato la squadra siciliana, l'11 luglio 2016 passa al Cittadella. Il 23 agosto 2018, rimasto svincolato, fa ritorno all'Arezzo, legandosi fino al 2021 con il club della sua città natale. Il 26 luglio 2019 si trasferisce al Padova, con cui firma un triennale. Nei tre anni con i biancoscudati arriva per due volte allo spareggio dei play-off che assegna la promozione in serie B, perdendo in entrambe le occasioni. Svincolato il 30 giugno 2022, a luglio firma un contratto con la Carrarese per una stagione con l'opzione di rinnovo per la stagione successiva.
Il 23 luglio 2023 viene ufficializzato con il Legnago. Il 3 gennaio 2025 si trasferisce al Caldiero, neopromossa in Serie C.

## Statistiche

### Presenze e reti nei club
Statistiche aggiornate al 17 maggio 2025.
| Stagione          | Squadra           | Campionato        | Campionato | Campionato | Coppe nazionali | Coppe nazionali | Coppe nazionali | Coppe continentali | Coppe continentali | Coppe continentali | Altre coppe | Altre coppe | Altre coppe | Totale | Totale |
| Stagione          | Squadra           | Comp              | Pres       | Reti       | Comp            | Pres            | Reti            | Comp               | Pres               | Reti               | Comp        | Pres        | Reti        | Pres   | Reti   |
| ----------------- | ----------------- | ----------------- | ---------- | ---------- | --------------- | --------------- | --------------- | ------------------ | ------------------ | ------------------ | ----------- | ----------- | ----------- | ------ | ------ |
| 2008-2009         | Arezzo            | 1D                | 2          | 0          | CI+CI-LP        | 0+1             | 0               | -                  | -                  | -                  | -           | -           | -           | 3      | 0      |
| 2009-2010         | Sangiovannese     | 2D                | 7          | 0          | CI+CI-LP        | 0+3             | 0               | -                  | -                  | -                  | -           | -           | -           | 10+    | 0      |
| 2010-2011         | San Marino        | 2D                | 18+2       | 0          | CI+CI-LP        | 0+4             | 0               | -                  | -                  | -                  | -           | -           | -           | 24     | 0      |
| 2011-2012         | San Marino        | 2D                | 29         | 3          | CI+CI-LP        | 0+3             | 0               | -                  | -                  | -                  | -           | -           | -           | 32     | 0      |
| 2012-2013         | San Marino        | 1D                | 30         | 1          | CI+CI-LP        | 0+1             | 0               | -                  | -                  | -                  | -           | -           | -           | 31     | 1      |
| Totale San Marino | Totale San Marino | Totale San Marino | 77+2       | 4          |                 | 8               | 0               |                    | -                  | -                  |             | -           | -           | 87     | 4      |
| 2013-2014         | Bassano Virtus    | 2D                | 30         | 2          | CI+CI-LP        | 0+1             | 0               | -                  | -                  | -                  | SdL-2D      | 2           | 0           | 33     | 2      |
| 2014-2015         | Ascoli            | LP                | 27+1       | 0+1        | CI+CI-LP        | 0+4             | 0               | -                  | -                  | -                  | -           | -           | -           | 32     | 1      |
| ago. 2015         | Ascoli            | B                 | 2          | 0          | CI              | 1               | 0               | -                  | -                  | -                  | -           | -           | -           | 3      | 0      |
| Totale Ascoli     | Totale Ascoli     | Totale Ascoli     | 29+1       | 0+1        |                 | 5               | 0               |                    | -                  | -                  |             | -           | -           | 35     | 1      |
| ago. 2015-2016    | Catania           | LP                | 26         | 2          | CI+CI-LP        | 0               | 0               | -                  | -                  | -                  | -           | -           | -           | 26     | 2      |
| 2016-2017         | Cittadella        | B                 | 24+1       | 0          | CI              | 0               | 0               | -                  | -                  | -                  | -           | -           | -           | 25     | 0      |
| 2017-2018         | Cittadella        | B                 | 29         | 0          | CI              | 3               | 0               | -                  | -                  | -                  | -           | -           | -           | 32     | 0      |
| Totale Cittadella | Totale Cittadella | Totale Cittadella | 53+1       | 0          |                 | 3               | 0               |                    | -                  | -                  |             | -           | -           | 57     | 0      |
| 2018-2019         | Arezzo            | C                 | 31+5       | 0+1        | CI-C            | -               | -               | -                  | -                  | -                  | -           | -           | -           | 36     | 1      |
| Totale Arezzo     | Totale Arezzo     | Totale Arezzo     | 33+5       | 0+1        |                 | 1               | 0               |                    | -                  | -                  |             | -           | -           | 39     | 1      |
| 2019-2020         | Padova            | C                 | 22+2       | 0          | CI              | 1               | 0               | -                  | -                  | -                  | -           | -           | -           | 25     | 0      |
| 2020-2021         | Padova            | C                 | 27+3       | 0          | CI              | 3               | 0               | -                  | -                  | -                  | -           | -           | -           | 33     | 0      |
| 2021-2022         | Padova            | C                 | 22+4       | 1          | CI+CI-C         | 1+3             | 0               | -                  | -                  | -                  | -           | -           | -           | 30     | 1      |
| Totale Padova     | Totale Padova     | Totale Padova     | 71+9       | 1          |                 | 8               | 0               |                    | -                  | -                  |             | -           | -           | 88     | 1      |
| 2022-2023         | Carrarese         | C                 | 32         | 2          | CI-C            | 1               | 0               | -                  | -                  | -                  | -           | -           | -           | 33     | 2      |
| 2023-2024         | Legnago           | C                 | 23+2       | 1          | CI-C            | -               | -               | -                  | -                  | -                  | -           | -           | -           | 25     | 1      |
| 2024-gen. 2025    | Legnago           | C                 | 14         | 0          | CI-C            | 1               | 0               | -                  | -                  | -                  | -           | -           | -           | 15     | 0      |
| Totale Legnago    | Totale Legnago    | Totale Legnago    | 37+2       | 1          |                 | 1               | 0               |                    | -                  | -                  |             | -           | -           | 40     | 1      |
| gen.-giu. 2025    | Caldiero          | C                 | 16+2       | 1          | CI-C            | 0               | 0               | -                  | -                  | -                  | -           | -           | -           | 18     | 1      |
| Totale carriera   | Totale carriera   | Totale carriera   | 411+21     | 13+2       |                 | 31              | 0               |                    | -                  | -                  |             | 2           | 0           | 466    | 15     |

## Palmarès

### Club

#### Competizioni nazionali
- Lega Pro Seconda Divisione: 1

Bassano Virtus: 2013-2014 (girone A)
- Supercoppa di Lega di Seconda Divisione: 1

Bassano Virtus: 2014
- Coppa Italia Serie C: 1

Padova: 2021-2022